# Hugo Damian von Schönborn
Hugo Damian ze Schönbornu (německy Hugo-Damian von Schönborn, 22. září 1916, Dolní Lukavice – 6. března 1979, Vídeň) byl abstranktní malíř ze šlechtického rodu Schönbornů.

## Život

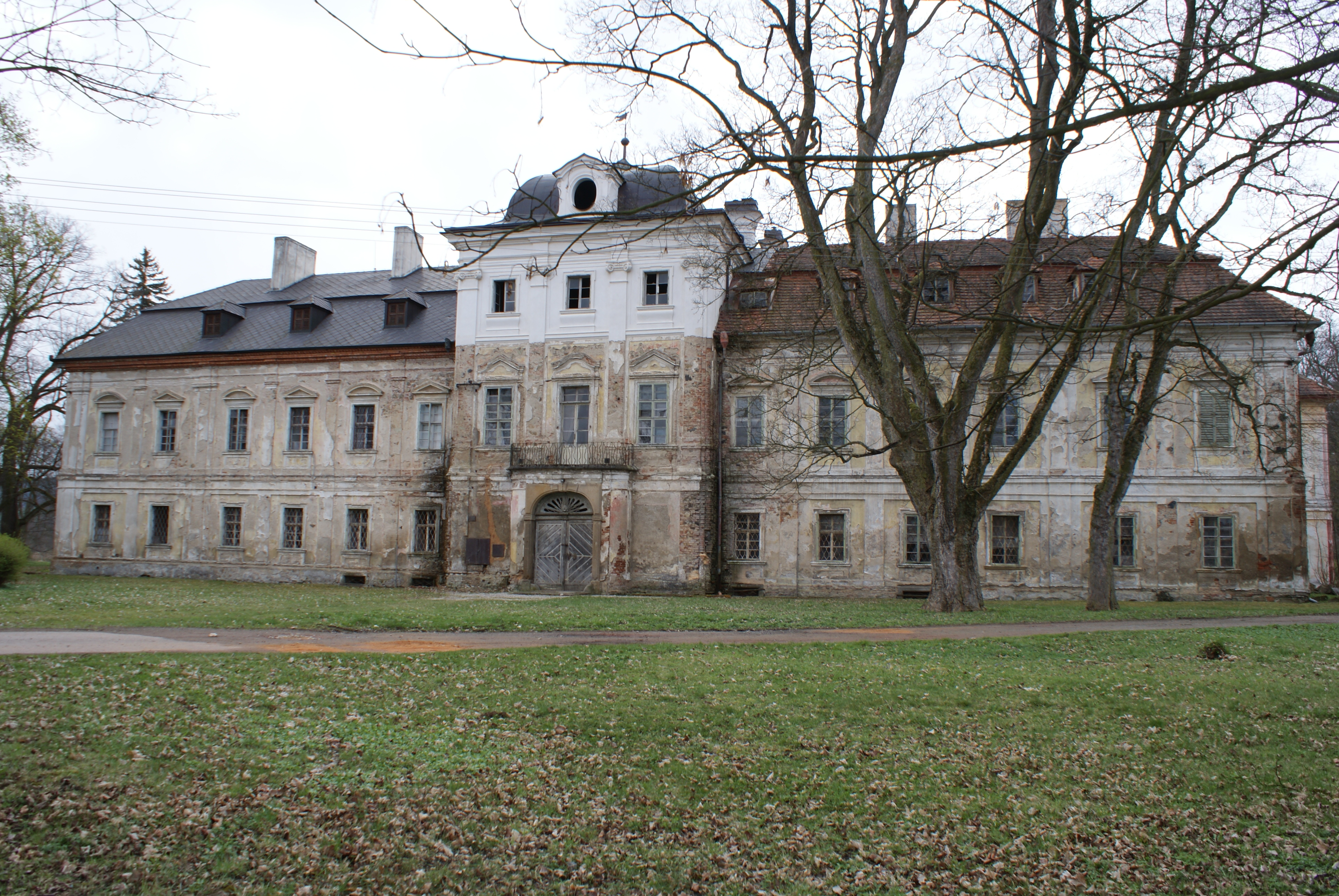
Zámek Dolní Lukavice

Narodil se jako jediný syn hraběte Karla Jana ze Schönborn-Wiesentheidu (1890–1952) a jeho první manželky Alžběty z Nostic-Rienecku v rodinném sídle, na zámku v Dolní Lukavici v dnešním okrese Plzeň-jih. Měl dvě vlastní sestry, Marie Johannu (* 1915) a Marii Annu (* 1919). Rodiče se rozvedli roku 1920 a otec se oženil ještě třikrát. Dětství prožil s matkou.
Jako rakouský občan narukoval do Wehrmachtu a odmítal se stát důstojníkem. Bojoval v bitvě o Stalingrad v hodnosti Gefreiter , byl zraněn a jako jeden z posledních vyvezen z kotle do zázemí. Po uzdravení sloužil na západní frontě a v roce 1944 přešel na stranu spojenců a u britské armády působil jako tlumočník. Po skončení války se nakazil tuberkulózou.
Po válce v roce 1945 byla jeho rodina odsunuta do Rakouska, kde se s ní Hugo Damian v témže roce opět shledal.
Zemřel ve Vídni dne 6. března 1979 a byl pochován v obci Schruns.

### Dílo
Hugo měl rád výtvarné umění. Maloval jako autodidakt, začínal po vzoru Pabla Picassa, maloval hlavně krajiny a zátiší v surrealistickém stylu a dospěl k abstrakci. Jeho díla bývají dosud dražena v Německu i Rakousku.

### Rodina
V roce 1942 se na koktejlovém večírku v Praze seznámil s Eleonorou, svobodnou paní von Dobelhoffovou (14. října 1920, Brno – 25. února 2022), s níž se 10. května 1942 oženil. Po sňatku musel odjet zpět na frontu. Manželé měl čtyři děti:
- Philip (* 27. ledna 1943)
- Christoph (* 22. ledna 1945), 16. arcibiskup vídeňský (od roku 1995)
- Barbara (* 1947)
- Michael (* 1954)

V roce 1959 se manželé rozvedli a Hugo Damian se v roce 1963 podruhé oženil, s rakouskou malířkou a lyričkou Johannou Moser-Kohlmayrovou (1935–1999). V posledních letech života se vrátil ke své první ženě, která o něj pečovala až do jeho smrti.